# Neville Coleman
Neville James Coleman (Prescot, 29 gennaio 1930 – Australia, 1º gennaio 1981) è stato un calciatore inglese, di ruolo attaccante.

## Caratteristiche tecniche
Era un'ala destra.

## Biografia
Terminata l'attività agonistica emigrò in Australia, dove lavorò per la Rolls Royce; morì nel 1981, all'età di 50 anni.

## Carriera
Nel 1952 ha giocato per un breve periodo nei dilettanti del Gorleston; successivamente, nel 1953 viene ingaggiato dallo Stoke City, club della seconda divisione inglese: tra il 1953 ed il 1955 gioca in modo sporadico (7 presenze e 3 reti nell'arco di 2 campionati), mentre nella stagione 1956-1957 inizia a venir impiegato con maggior regolarità, totalizzando 24 presenze e 5 reti. Nella stagione 1956-1957 gioca stabilmente da titolare (42 presenze) e vive la sua migliore annata in carriera, totalizzando 26 reti in campionato, 7 delle quali nella vittoria per 8-0 contro il Lincoln City del 23 febbraio 1957 (nella quale stabilisce un record per numero di gol segnati in una singola partita da un giocatore dello Stoke, tuttora imbattuto); anche nella stagione 1957-1958 continua a giocare con regolarità, terminando il campionato con 33 presenze e 12 reti. Nella stagione 1958-1959 gioca invece 8 partite per poi essere ceduto a campionato iniziato per 1000 sterline al Crewe Alexandra, club di Fourth Division, con cui termina la stagione mettendo a segno 4 reti in 15 partite di campionato. Gioca poi altre 2 stagioni nella medesima categoria, la prima delle quali da titolare (40 presenze e 9 reti) e la seconda con un ruolo da comprimario (18 presenze e 3 reti).
In carriera ha totalizzato 210 presenze e 70 reti in competizioni professionistiche (114 presenze e 46 reti nella seconda divisione inglese, 73 presenze e 16 reti in quarta divisione, 8 presenze e 2 reti in FA Cup e 3 presenze in Coppa di Lega).